# 塔瓦皮
塔瓦皮（西班牙語：Tavapy），是巴拉圭的城鎮，位於該國東部，由上巴拉那省負責管轄，始建於2011年5月26日，距離亞松森320公里和東方市53公里，海拔高度264米，人口估計約20,000。